# Camazotz
Camazotz, även benämnd Zotz, var en fladdermusgud i mayansk mytologi som härskade över det mörka "fladdermusrummet". Rummet låg i underjorden (Xibalba) och var omöjligt att fly från. Det finns också en bok som handlar om Camazotz. Det sägs att han hade ett tempel där en av fyra amuletter förvarades. En amulett såg ut som en fladdermus, en som en krona, och en som en halvmåne, och den sista ett öga. När de fyra amuletterna sammanfördes, skulle evig ondska härska (enligt mayansk tro).
I Popol Vuh var dock Camazotz en typ av fladdermusliknande monster som protagonisterna behövde gömma sig ifrån.